# Peyraud
Peyraud – miejscowość i gmina we Francji, w regionie Owernia-Rodan-Alpy, w departamencie Ardèche.
Według danych na rok 1990 gminę zamieszkiwało 449 osób, a gęstość zaludnienia wynosiła 75 osób/km² (wśród 2880 gmin regionu Rodan-Alpy Peyraud plasuje się na 1190. miejscu pod względem liczby ludności, natomiast pod względem powierzchni na miejscu 1438.).